# Roxwell
Roxwell is een civil parish in het bestuurlijke gebied Chelmsford, in het Engelse graafschap Essex. In 2001 telde het dorp 1043 inwoners.
De anglicaanse parochiekerk is St Michael & All Angels. Er is een basisschool, een pub (The Chequers) en een dorpswinkel tevens postkantoor.